# Tinilau
Cet article concerne le dieu de la mythologie polynésienne. Pour le sarcoptérygien tétrapodomorphe qui tire son nom, voir Tinirau (genre).
Tinilau ou Tinirau est un dieu polynésien gardien des poissons, dans la culture de l'île de Samoa, de Hawaï ou dans la mythologie maorie de Nouvelle-Zélande et des Îles Cook.  

## Tinilau dans la littérature orale de Samoa
Tinilau est très présent dans la littérature orale polynésienne, où de nombreux récits le mettent en scène aux côtés de son épouse Sina. Voici quelques exemples :
- Tinilau prête ses deux tortues à ‘Ae, un habitant de l'île de Tonga. De retour chez lui, ‘Ae tue les tortues et en fait un grand festin pour son peuple. Lorsqu'une vague teintée de sang déferle sur la plage, Tinilau organise un rassemblement de tous les dieux vengeurs de Savaii. Les dieux vont à Tonga et s'emparent de ‘Ae, qu'ils ramènent jusqu'à la maison de Tinilau. Lorsque ‘Ae s'éveille, il entend le chant du coq, ce qui lui rappelle le chant qu'il avait entendu pendant qu'il était hébergé par Tinilau. ‘Ae, sans savoir qu'il se trouve dans la maison de Tinilau, commence à évoquer « le cochon, mon maître ». Il est aussitôt tué et mangé[2],[1].

- ‘Ae de Tonga vient rendre visite à Tigilau et repart avec les deux tortues de Tigilau : Toga, qu'il tue, et Utuutu, qui s'échappe. Un démon nommé Supa capture ‘Ae et le ramène à Samoa où ‘Ae est tué par Tigilau[1].

- Sina refuse les offres de mariage de la part des rois de Tonga et de Fidji ; en revanche, elle recherche l'union avec Tigilau, qui vit en compagnie de ses nombreuses épouses. Un jour, Tigilau part à la pêche, et l'une des femmes jalouses vole l'âme de Sina. Pour la récupérer, Tigilau voyage jusqu'au soleil[1].

- Les poissons destinés à être servis lors du banquet nuptial de Sina et Tigilau sont avalés par l'une des autres épouses de Tigilau. Tigilau en impute la faute à Sina et la bannit dans la forêt en compagnie de deux serviteurs. Lupe, le frère de Sina, apprend ce qui est arrivé à sa sœur : il s'envole et arrive jusqu'à la maison de Sina, et son arrivée plonge tout le pays dans la pénombre. Il présente des nattes finement confectionnées à titre de présents pour le mariage. Sina chante une chanson où elle se plaint du mauvais traitement dont elle est victime et demande à être emmenée ailleurs. Tigilau entend la chanson à l'insu des autres et il tue ses épouses, puis dit à Lupe qu'il veut que Sina revienne à la maison. En rendant visite à son fils dans une maison voisine de celle de Sina, Tigilau est pris de jalousie lorsqu'il se rend compte du grand nombre d'autres prétendants qui viennent rendre visite à Sina. Finalement, Sina revient vivre avec Tigilau pour le bien de son fils[1].

## Tinirau dans la mythologie maorie de Nouvelle-Zélande
Dans certaines traditions néo-zélandaises, Tinirau est le fils de Tangaroa, dieu de la mer. Ce dernier est essentiellement un être océanique qui fait partie des trois gardiens de la vaste région de Hine-moana (l'océan pour les Maoris) depuis l'aube des temps. Il semble cependant réduit au statut d'ancêtre des poissons, ou plutôt comme « l'origine et l'être tutélaire des habitants de l'océan », car c'est son fils Tinirau qui est le père des poissons. On appelle d'après lui le lieu mythique de l’océan d’où émanent tous les poissons : Te Puna-a-Tinirau.
Il est par ailleurs lié à Hina, déesse de la lune.

## Tinirau dans la mythologie maorie des Îles Cook
À Mangaia, Tinirau est le seigneur de tous les poissons.

## Tinirau dans la mythologie hawaïenne
Dans la mythologie hawaïenne, Tinirau est un ancêtre de l'humanité : l'homme descend du plus jeune de ses douze fils.